# L'Inconnu d'un soir
Pour plus de détails, voir Fiche technique et Distribution.
L'Inconnu d'un soir est un film franco-autrichien coréalisé par Hervé Bromberger et Max Neufeld, sorti en 1949.

## Synopsis
une jeune orpheline, qui rêve de devenir une star, fait la rencontre d'une troupe de danseurs, qu'elle rejoint...

## Fiche technique
- Titre : L'Inconnu d'un soir
- Réalisation : Hervé Bromberger et Max Neufeld
- Scénario : Siegfried Bernfeld, Karl Farkas
- Adaptation et dialogue :  André Legrand
- Photographie : Nicolas Farkas
- Musique : Nicholas Brodszky, Henri Forterre et Frank Fox
- Sociétés de production : Arta Films, Paris - Berna Film, Vienne - Donau Films, Vienne
- Pays d'origine :  France  Autriche
- Format : Noir et blanc - 35 mm - 1,37:1
- Genre : Drame
- Durée : 90 minutes
- Date de sortie : 
  - France - 8 avril 1949

## Distribution
- Raymond Rouleau : le roi Jean IV
- Nadia Gray : Édith
- Claude Dauphin : Harry
- Robert Berri : l'homme
- Lucienne Legrand : Hélène
- René Génin : Treberg
- Catherine Fonteney : la princesse